# Dejan Musli
Dejan Musli (en serbe cyrillique : Деjaн Мусли) est un joueur professionnel serbe de basket-ball né le 3 janvier 1991 à Prizren. Musli mesure 2,12 m et évolue au poste de pivot.

## Biographie
Musli participe au championnat d'Europe des 16 ans et moins en 2006 en Espagne avec l'équipe de Serbie-et-Monténégro. L'équipe est battue en demi-finale par la Russie et obtient la médaille de bronze. Musli est le 4e meilleur rebondeur avec 10,3 par rencontre. Il participe à l'édition 2007, à Réthymnon en Grèce avec l'équipe de Serbie. L'équipe remporte la compétition et Musli est élu meilleur joueur (MVP) avec 16,3 points, 11,8 rebonds et 5,1 contres par rencontre,,.
Avec le FMP Železnik, il participe au Nike International Junior Tournament, qui réunit les meilleures équipes de jeunes, en 2008 et 2009. Il est à chaque fois élu MVP de la compétition.
En 2009, il participe au championnat d'Europe des 18 ans et moins avec l'équipe de Serbie. L'équipe remporte la médaille d'or et il est nommé dans le meilleur cinq de la compétition. Musli joue aussi au championnat d'Europe des 20 ans et moins en 2010 en Croatie, mais l'équipe est battue en quart-de-finale par la Croatie et finit à la 7e place. Musli marque 12 points et prend 8,4 rebonds par rencontre.
Il rejoint Saski Baskonia, un club de la Liga ACB, la première division espagnole, en 2010 et est prêté à Premiata Montegranaro, en LegA, la première division italienne pour quelques semaines en 2011 (du 10 février au 24 mars).
En février 2012, il est prêté au KK Mega Vizura. À l'été 2012, il signe un contrat de 3 ans avec le Partizan Belgrade.
Lors de la saison 2015-2016, Musli est nommé dans le meilleur cinq de l'EuroCoupe.
En décembre 2017, Musli quitte l'Unicaja Málaga et rejoint le club allemand de Brose Baskets où il signe un contrat jusqu'à la fin de la saison 2017-2018.

## Palmarès
- MVP du championnat d'Europe des 16 ans et moins (2007)
- MVP du Nike International Junior Tournament (2008, 2009)
- Champion de Serbie (2013, 2014)
- Champion de la Ligue adriatique (2013)
- Vainqueur de l'Eurocoupe 2017